# 2022年亞洲運動會鐵人三項比賽
2022年亞洲運動會鐵人三項比賽，是因2019冠状病毒病疫情而延期至2023年进行的第十九屆亞洲運動會的其中一項競賽項目，共產生3面金牌；賽事於2023年9月29日至10月2日在中國杭州淳安县的界首体育中心铁人三项赛场舉行。

## 赛程
以下是铁人三项项目的具体赛程安排：
| 日期          | 时间 | 项目     |
| ------------- | ---- | -------- |
| 2023年9月29日 | 8:00 | 男子个人 |
| 2023年9月30日 | 8:00 | 女子个人 |
| 2023年10月2日 | 8:00 | 混合接力 |

## 參賽代表團
共有来自19个代表团的78名运动员获得参赛资格：
- 柬埔寨（1）
- 中国（6）
- 中华台北（6）
- 中国香港（6）
- 印度尼西亚（1）
- 约旦（2）
- 日本（6）
- （5）
- （1）
- 科威特（2）
- 中国澳门（6）
- 蒙古（5）
- 尼泊尔（4）
- 菲律宾（6）
- 巴勒斯坦（2）
- （2）
- 韩国（6）
- 新加坡（4）
- 泰国（6）
- 阿拉伯联合酋长国（3）
- （4）

## 獎牌榜
*   主办国家/地区（中国）
| 排名                | 代表团              | 金牌 | 銀牌 | 銅牌 | 总计 |
| ------------------- | ------------------- | ---- | ---- | ---- | ---- |
| 1                   | 日本                | 3    | 1    | 0    | 4    |
| 2                   | 中国*               | 0    | 2    | 1    | 3    |
| 3                   | 中国香港            | 0    | 0    | 1    | 1    |
| 3                   |                     | 0    | 0    | 1    | 1    |
| 总计（共4个代表团） | 总计（共4个代表团） | 3    | 3    | 3    | 9    |

## 奖牌得主
| 項目     | 金牌                                                  | 金牌    | 银牌                                            | 银牌    | 铜牌                                                | 铜牌    |
| 男子个人 | 尼纳贤治 · 日本（JPN）                                | 1:50:54 | 小田仓真 · 日本（JPN）                          | 1:51:49 | Ayan Beisenbayev · （KAZ）                          | 1:52:25 |
| 女子个人 | 高桥侑子 · 日本（JPN）                                | 2:01:04 | 林鑫瑜 · 中国（CHN）                            | 2:01:30 | 杨一凡 · 中国（CHN）                                | 2:02:31 |
| 混合接力 | 日本（JPN） · 尼纳贤治 · 高桥侑子 · 北条巧 · 佐藤优香 | 1:26:21 | 中国（CHN） · 李明旭 · 林鑫瑜 · 范俊杰 · 黄安琪 | 1:27:48 | 中国香港（HKG） · 黃子圖 · 彭詩雅 · 伍泰龍 · 賀思樂 | 1:28:22 |

## 外部連結
- 世界铁人三项专页（页面存档备份，存于）
- 官方成绩册（页面存档备份，存于）